# Tom Dumont
Pour les articles homonymes, voir Dumont.
Thomas Martin Dumont né le 11 janvier 1968 à Los Angeles est le guitariste du groupe No Doubt. Il a deux sœurs : Gina et Ellen. C'est un passionné de navigation.
Il se marie en 2004 avec sa femme Mieke de laquelle il a trois fils : Ace Joseph, Rio Atticus et Koa Thomas Dumont né à 5 heures, samedi le 19 février 2011.
Avant No Doubt, il jouait dans le groupe de la plus âgée de ses sœurs, Rising.